# Gondofares

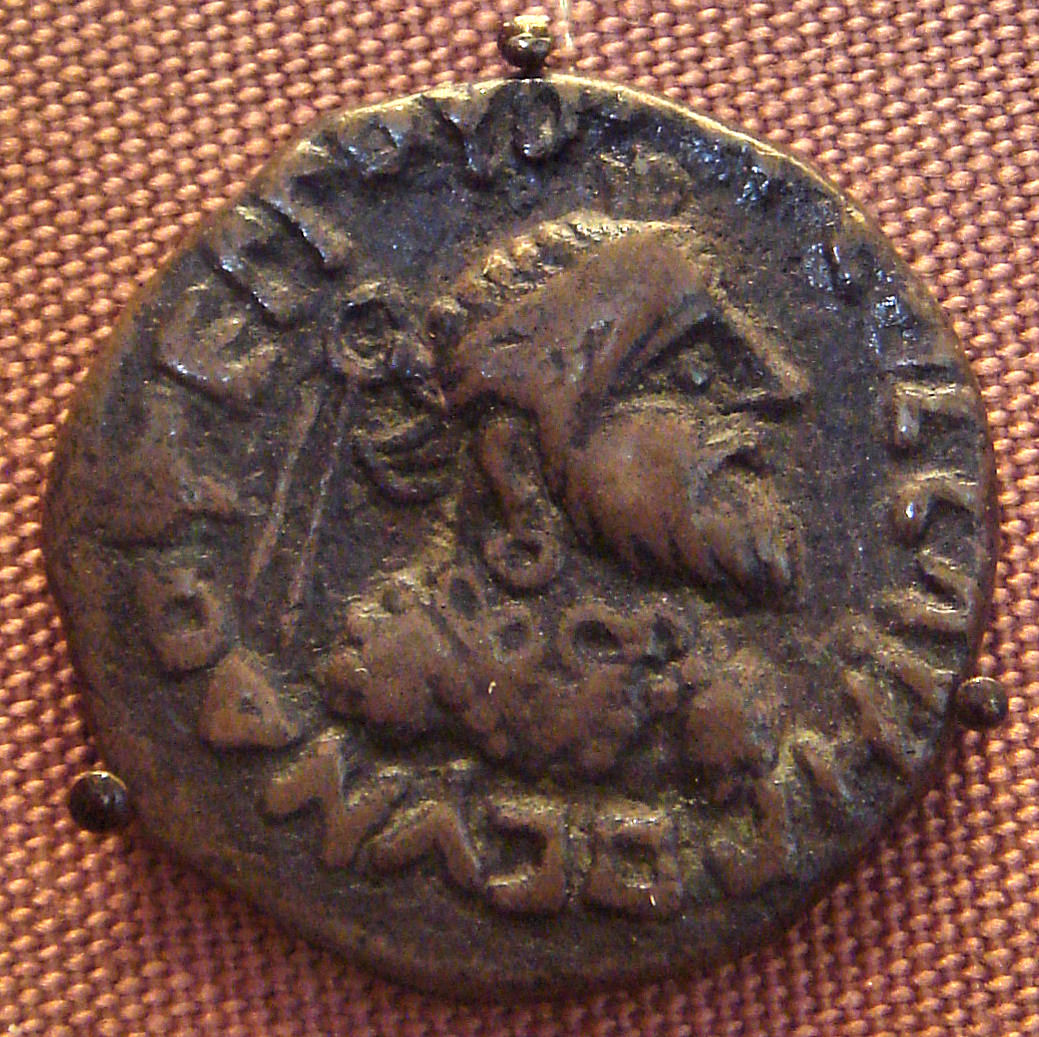
Moneda de Gondofares. Museo Británico

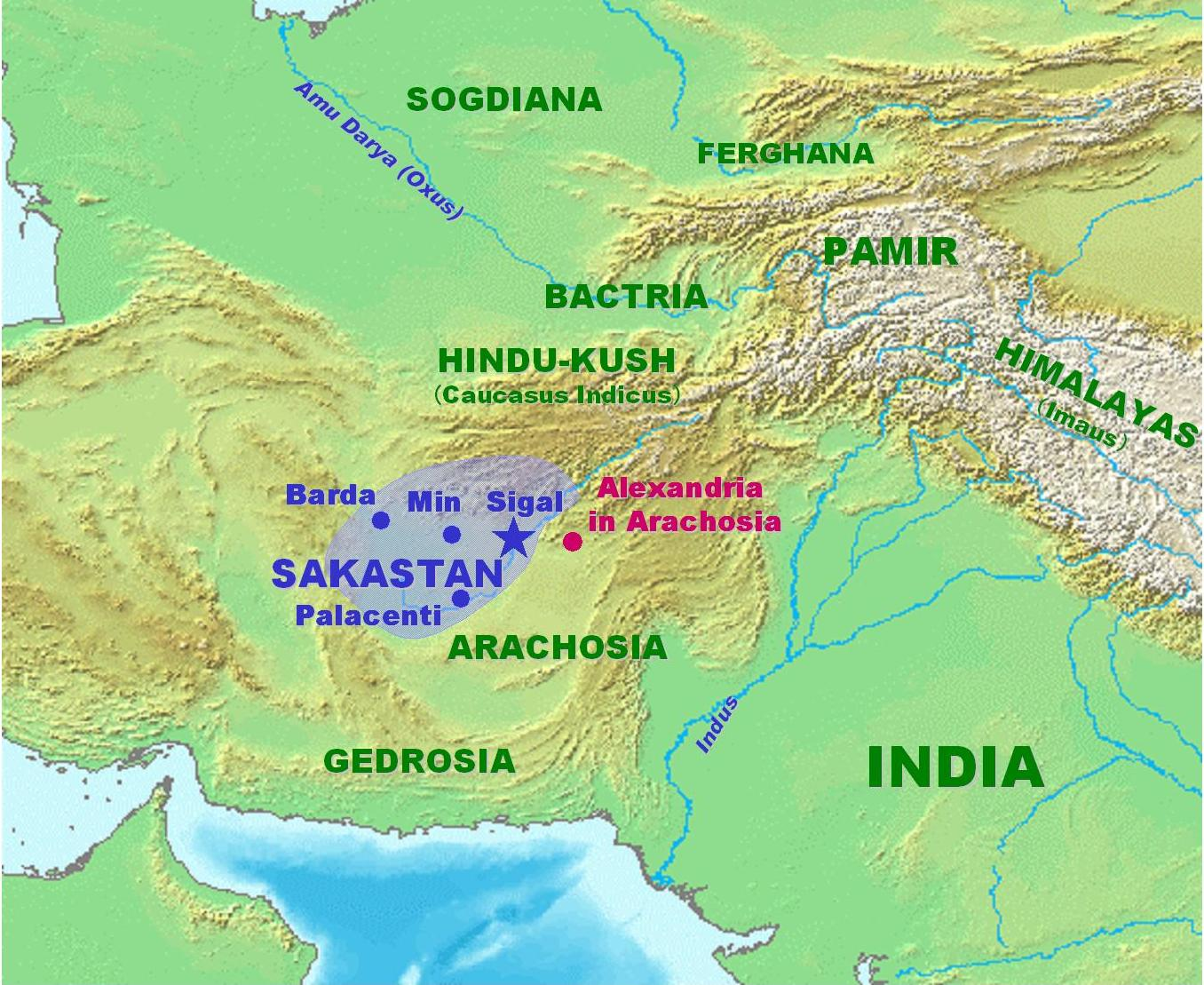
Mapa de Drangiana (Sakastán), c. 100 a. C.

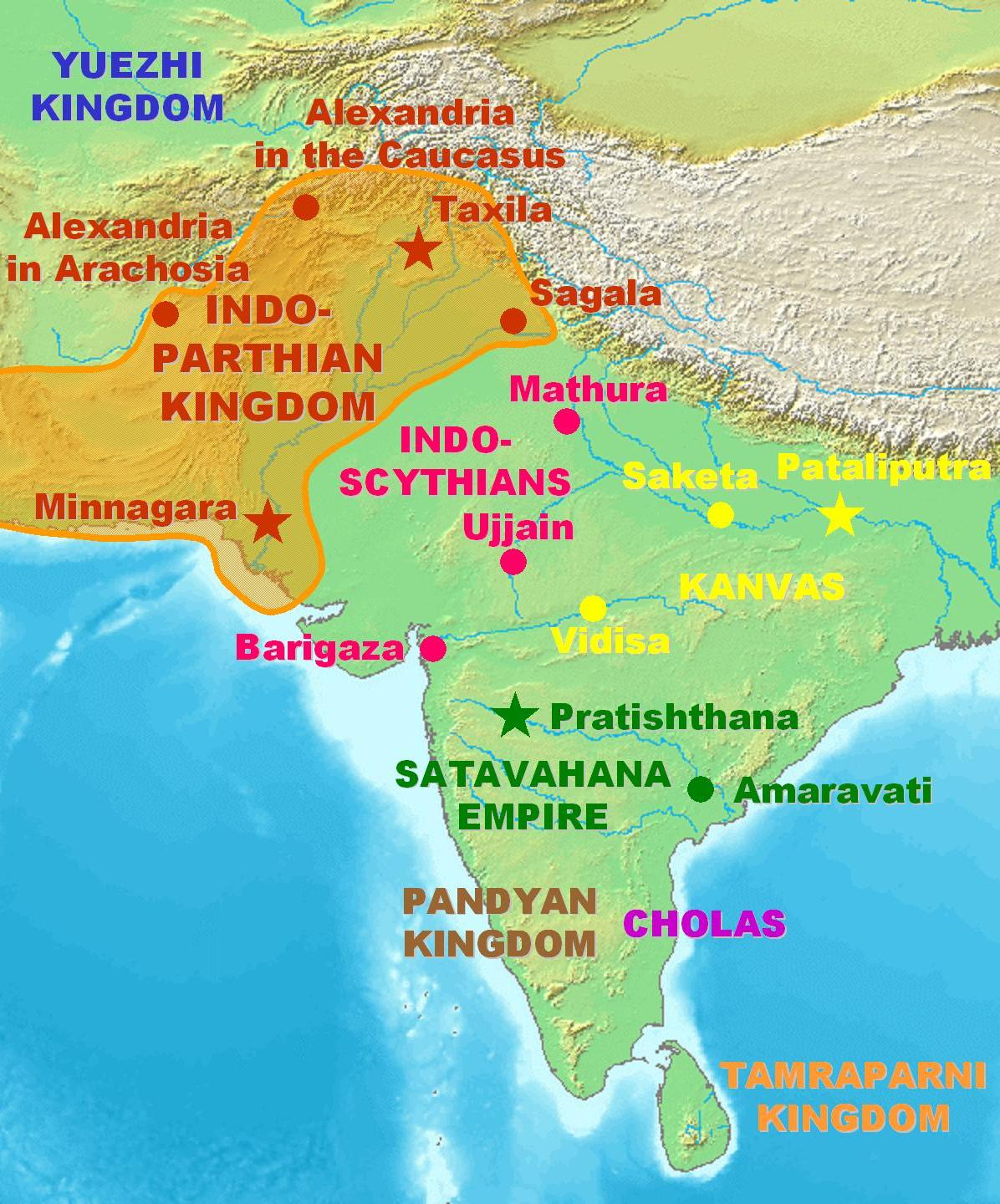
Mapa del Reino Indoparto bajo Gondofares.

Gondofares fue el primer rey del Reino Indoparto, que gobernó en el período 21-47. Su capital era Kabul.

## Historia
Gondofares arrebató el valle de Kabul y el Panyab a los indoescitas, asumiendo el título helenístico de autocrátor, que habían ostentado los reyes de la dinastía arsácida. La extensión de su reino se conoce aproximadamente por la distribución de sus monedas, halladas en excavaciones realizadas en el siglo XIX.
El reino comenzó a fragmentarse a partir de su muerte, con su sucesor Abdageses I, siendo conquistados estos territorios por el Imperio kushán alrededor del año 75. Más tarde, el reino quedó limitado a Afganistán. Finalmente, el último rey indoparto, Pacoro (100-135), sólo gobernó en Sakastán y Turán.

## Leyendas
Se ha relacionado a Gondofares con Tomás el Apóstol, según las tradiciones cristianas tempranas recogidas en las Actas de Tomás. Según las mismas, Tomás fue comprado como esclavo en Siria por Habban, un enviado del rey Gondofares. Tras ser presentado a éste, predicó en Kerala, donde bautizó a numerosos nativos, cuyos descendientes se conocen como cristianos de Santo Tomás.
La catedral de Troyes en Francia, famosa por sus vitrales, contiene uno en el que, supuestamente, se representa al rey Gondofares.
El nombre Gondofares fue traducido al armenio como Gastaphar, y a las lenguas occidentales como Gaspar. Se ha especulado con que este fuera el Gaspar rey de la India que, según los textos apócrifos de la tradición cristiana oriental, formaría parte de los tres Reyes Magos que acudieron al nacimiento de Cristo.